# Robert Lipka
Robert Stephen Lipka,  (New York, 15 giugno 1946 – 5 luglio 2013), è un ex impiegato dell'esercito presso la National Security Agency (NSA) che, nel 1997, fu dichiarato colpevole di cospirazione per commettere spionaggio e fu condannato a 18 anni di carcere.
Fu arrestato a più di trent'anni di distanza dai fatti, ma questo non ha comportato la caduta delle accuse dal momento che nella legislazione in materia non sono previste prescrizioni per reati di spionaggio.

## Carriera regolare
Robert Lipka fu assegnato alla NSA come analista nel 1964, quand'era un soldato dell'esercito americano di appena 19 anni. Lavorò nella Central Communication Room dal 1964 al 1967, dove era responsabile di rimuovere e smistare documenti altamente classificati attraverso il sistema dell'agenzia. Nonostante il suo rango minore, Lipka disponeva di potenti autorizzazioni e aveva accesso a una gamma diversificata di documenti altamente classificati.

## Spionaggio
Nel settembre del 1965 Lipka si presentò all'ambasciata sovietica sulla 16ª strada, come spia volontaria. Annunciò di essere il responsabile per la distruzione di documenti altamente classificati e per i successivi due anni si mise in contatto con i russi attorno alle 50 volte.
Secondo quanto riferito da quello che all'epoca fu il suo agente collegamento, il Generale del KGB Oleg Kalugin, "il giovane soldato (Lipka) [...] era coinvolto nelle operazioni di triturazione e distruzione dei documenti dell'NSA e poteva fornirci una gran quantità di materiale". Inoltre Lipka trasmetteva loro "qualsiasi cosa su cui mettesse le mani, spesso non avendo la minima idea dell'importanza di ciò che stesse passando". Lipka compromise i rapporti giornalieri e settimanali diretti alla Casa Bianca, informazioni sui movimenti delle truppe americane in giro per il mondo e le comunicazioni tra alleati NATO.
Per l'attività svolta nei due anni in cui fornì al KGB file e informazioni top-secret, Lipka ricevette un pagamento quantificabile in circa 27.000$. Kalugin afferma che Lipka usò i soldi ricevuti (tra i 500 e i 1000 dollari per ogni pacchetto consegnato) per finanziare la propria educazione universitaria. Tuttavia Lipka si lamentava regolarmente della scarsità del compenso e minacciò di rompere il contratto se non avessero accolto le sue richieste di aumento. Nell'agosto del 1967 passò dalle parole ai fatti e lasciò l'NSA alla fine del suo servizio militare per frequentare la Millersville University of Pennsylvania.
Per scoraggiare qualsiasi tentativo del KGB di ricontattarlo, Lipka inviò un messaggio affermando di essere un doppio agente per conto dell'intelligence americana. Secondo quanto contenuto nell'Archivio Mitrokhin il KGB sapeva quanto questo non corrispondesse al vero in quanto i documenti consegnati fino ad allora erano troppo rilevanti. Il KGB ha tentato ad intermittenza di instaurare nuovi contatti con Lipka, almeno per i successivi 11 anni, ma senza successo.

## Indagini ed arresto
L'ex-moglie di Lipka denunciò il tradimento del marito all'FBI. Nel 1993, in possesso di queste accuse, delle rivelazioni dalle memorie di Kalugin e di altre informazioni provenienti da un'altra indagine indipendente, l'FBI decise di usare un'operazione false flag per catturarlo. L'agente dell'FBI Dmitri Droujinsky si finse un ufficiale del GRU di base a Washington di nome "Sergei Nikitin". Lipka gli confidò che gli erano ancora dovuti dei soldi e, nel corso degli appuntamenti, "Nikitin" gli consegnò 10.000$.
Dopo una lunga indagine, Lipka ammise di aver spiato durante il suo periodo di impiego all'NSA, e nel febbraio del 1996 venne arrestato nella sua casa a Millersville (Pennsylvania) ed accusato di aver consegnato documenti classificati all'Unione Sovietica. Dal momento che non c'è prescrizione nei casi di spionaggio, il fatto che Lipka avesse smesso di collaborare con il KGB più di trent'anni prima dell'arresto non ebbe alcuna rilevanza.

## Processo
Il processo contro Lipka ebbe inizio nel 1997. Sebbene inizialmente si professasse "non colpevole" del reato a lui ascritto di cospirazione per commettere spionaggio, nel maggio 1997 crollò e confessò ("Lipka esplose in lacrime quando confessò di aver consegnato al KGB informazioni riservate".). Probabilmente le informazioni su di lui contenute nell'Archivio Mitrokhin portarono alla sua confessione.
Lipka fu condannato a 18 anni di detenzione, e multato per 10.000$. Inoltre, gli fu ordinato di restituire gli altri 10.000$ ricevuti dal falso ufficiale "Sergei Nikitin" nell'operazione dell'FBI.